# António Telmo
António Telmo (Almeida, 2 de Maio de 1927 — Évora, 21 de Agosto de 2010) foi um filósofo, escritor e professor português. Filho do jurista, poeta e jornalista António Dinis Vitorino e irmão de Orlando Vitorino, também era escritor e filósofo. Era licenciado em Filologia Clássica pela Faculdade de Letras de Lisboa.

## Biografia
António Telmo Carvalho Vitorino nasceu em Almeida, Beira Alta, a 2 de Maio de 1927. 
Foi, a convite de Agostinho da Silva e Eudoro de Sousa, durante três anos, professor de Literatura Portuguesa na Universidade de Brasília. Mais tarde, dirigiu a Biblioteca de Sesimbra e leccionou a disciplina de Português em Estremoz. 
Publicou, entre outras obras, Arte Poética (1963), História Secreta de Portugal (1977), Gramática secreta da língua portuguesa (1981) e Filosofia e Kabbalah (1989) e colaborou no jornal 57  (1957-1962).                                                                        
António Telmo passou uma importante parte da sua juventude e idade adulta em Sesimbra, onde foi professor no Colégio Costa Marques, durante vários anos. Conjugou tradições como a filosofia aristotélica e a filosofia hebraica, o sentido sagrado da língua portuguesa e o dom da palavra poética, a noção de firmamento e o culto dos heróis.
Filólogo aberto à intuitio intellectualis do poder criador do verbo, a ele se devem, entretanto, a noção de uma gramática secreta da língua portuguesa e o conceito criacionista de razão poética. Pensador quinto-imperial, não deixa de considerar, no seguimento de Álvaro Ribeiro, que a soberania reside sobretudo na inteligência e na imaginação. Tem colaboração dispersa em múltiplas publicações periódicas.